# Touillon-et-Loutelet
Touillon-et-Loutelet è un comune francese di 228 abitanti situato nel dipartimento del Doubs nella regione della Borgogna-Franca Contea.

## Società

### Evoluzione demografica
Abitanti censiti